# Odile Grand
Odile Grand, pseudonyme d'Odette Grosz, est une journaliste française née à Paris le 18 mars 1931 et morte le 6 avril 2005 dans la même ville.

## Biographie
Odile Grand est la fille d'un Juif hongrois mort en déportation à Auschwitz après avoir été dénoncé par une voisine, et échappe elle-même à une rafle en 1943 dans le métro parisien.
À 19 ans, elle commence une carrière de mannequin qu'elle doit interrompre à cause d'un eczéma. Elle se lance ensuite dans le journalisme, d'abord dans Paris-Presse avec Yvan Audouard, puis elle suit Jean-François Kahn aux Nouvelles littéraires, à L'Événement du jeudi et à Marianne. Sa spécialité est la critique de cinéma, ce qui l'amène notamment à couvrir le Festival de Cannes.
En 1996, elle publie un récit autobiographique intitulé Couleur citron, côté cœur dont le titre fait référence à l'étoile jaune que devaient porter les Juifs sous l'occupation.
Elle meurt le 6 avril 2005 des suite d'une leucodystrophie qui l'avait contrainte à arrêter toute activité professionnelle depuis un an.